# Eremurus comosus
Eremurus comosus är en grästrädsväxtart som beskrevs av Olga Alexandrovna Fedtschenko. Eremurus comosus ingår i släktet Eremurus och familjen grästrädsväxter. Inga underarter finns listade i Catalogue of Life.